# 高冬青
高冬青（学名：Ilex excelsa）是冬青科冬青属的植物。分布在尼泊尔、印度、不丹以及中国大陆的广西、云南等地，生长于海拔1,800米至1,850米的地区，常生于山坡丛林中，目前已由人工引种栽培。

## 异名
- Ilex excelsa (Wall.) Hook. f. var. hypotricha (Loes.) S. Y. Hu